# ذكاء صناعي سلكي
يشير مصطلح الذكاء الصناعي السلكي إلى روبوت لا يشتمل على معالج دقيق مبرمج. بدلاً من ذلك يشتمل الروبوت على وصلة خاصة من الأسلاك والإلكترونيات التناظرية بين أجهزة الاستشعار والمحركات مما ينتج أفعالاً ذكية لا مثيل لها. وقد تكون تلك الأفعال معقدة بدرجة تكفي لابتكار روبوت رباعي الأرجل يبحث عن أبهر مصدر للضوء.
لقد وُضعت القواعد الأساسية لتلك النظريات في (المركبات: تجارب في علم النفس الاصطناعي) "Vehicles: Experiments in Synthetic Psychology" للعالم فالنتينو بريتنبرج (Valentino Braitenberg).